# David Holgerson
David Ossian Rickard Holgerson, född den 31 augusti 1887 i Valdemarsvik, Tryserums församling, Östergötlands län, död den 24 februari 1949 i Stockholm, var en svensk författare.
Holgerson publicerade diktsamlingarna Bardens grav (1925) och Ur saga och dröm (1926). Han är representerad i Den svenska psalmboken 1937 med läsepsalmen nr XII Tung är den lott du täcktes mig beskära, tryckt första gången 1934. Holgerson vilar på Skogskyrkogården i Stockholm.